# 佐渡 (小惑星)
佐渡（さど、118230 Sado）は小惑星帯に位置する小惑星。入間市のアマチュア天文家、佐藤直人により発見された。
入間市と姉妹都市提携している新潟県佐渡市にちなんで佐渡と命名された。